# Huttig
La ville de Huttig est située dans le comté d’Union, dans l’État de l’Arkansas, aux États-Unis. Sa population s’élevait à 597 habitants lors du recensement de 2010, estimée à 548 habitants en 2017.

## Démographie
| 1910  | 1920  | 1930  | 1940  | 1950  | 1960 |
| ----- | ----- | ----- | ----- | ----- | ---- |
| 1 240 | 1 261 | 1 386 | 1 379 | 1 038 | 936  |

| 1970 | 1980 | 1990 | 2000 | 2010 | - |
| ---- | ---- | ---- | ---- | ---- | - |
| 822  | 976  | 831  | 731  | 597  | - |

## Source
- (en) Cet article est partiellement ou en totalité issu de l’article de Wikipédia en anglais intitulé « Huttig, Arkansas » (voir la liste des auteurs).